# Лопта за рагби
Лопта за рагби је лопта јајастог облика која се користи за игру у неколико врста рагбија.

## Историја
Ричард Линдон и Бернардо Солано су правили лопте за потребе Рагби школе у Ворикширу. За мјехур су користили свињску бешику коју су ручно опшивали четверодјелним кожним чаурама. Лопте су биле међусобно различите, највјероватније због кориштења свињских бешика и облик је више подсјећао на облик виска или крушке..
До 1870. рагби се званично играо са скоро округлом лоптом са унутрашњошћу од свињске бешике. 1870. је Ричард Линдон умјесто свињске бешике почео да користи гуму па се због савитљивости гуме облик промијенио у облик јаја. Такав облик је званично дефинисан правилима које је донијела Енглеска рагби асоцијација (енгл. RFU) 1892. године. Облик је временом постајао све више јајаст. Почетак кориштења лопти од синтетичких материјала у свим облицима рагбија је био условљен играњем у лошим временским условима. Такве лопте су се у почетку користиле само уколико је терен био мокар и падала киша јер нису упијале воду. Касније су се почеле користити на свим утакмицама.

## Рагби лига
Рагби лига се игра издуженом сфероидном лоптом надуваном ваздухом. Лопте су раније биле од смеђе коже, док се данас праве лопте од синтетичких материјала различитих боја. Препоручује се кориштење свијетлих боја како би гледаоци лакше уочавали лопту. Величина и маса лопте су званично одређене правилима. Најчешће се користи лопта број 5 која је дуга око 27 центиметара (11 инча) и има обим 60 центиметара (24 инча). Мање лопте се користе у млађим категоријама. Маса лопте је 383-440 грама (13,5-16 унци). Уколико судија у било ком тренутку процијени да лопта не задовољава ове услове може да заустави утакмицу и замијени лопту. Лопта за овај вид рагбија је издуженија од лопте за рагби јунион и већа од лопте за амерички фудбал. Оваква лопта се користи и за аустралијски фудбал.
Најпознатији произвођач ових лопти је Стиден (енгл. Steeden) па се овај назив користи и за све лопте за рагби лигу.

## Рагби јунион
Лопта за рагби јунион, чешће позната само као лопта за рагби је такође издужена елиптична лопта. Као и лопта за рагби лигу, раније је била од смеђе коже, док се данашње лопте израђују од различитих синтетичких материјала дајући лопте различитих боја. Правилима прописана величина је 28-30 цм (11-12 инча) по дужини и обим од 58-62 цм (23-24 инча). Маса треба да буде од 410-460 грама (14-16 унци), а притисак 65,7-68,8 kPa (9.5–10.0 псија). Кожне лопте које су упијале воду су кориштене до 1980, када су замијењене синтетичким водонепропусним лоптама.